# Караимское кладбище в Евпатории
Караимское кладбище в Евпатории — недействующее кладбище евпаторийских караимов, расположенное на восточной окраине города на выезде в сторону Симферополя. Не имеет охранного статуса ни по украинскому, ни по российскому законодательству.

## История
По данным караимского учёного А. С. Фирковича, исследовавшего кладбище в 1840-х годах, самое раннее сохранившееся на тот момент надгробие датировалось 1593 годом, самое позднее — 1847-м. Им же был обнаружен ряд памятников XVII и XVIII веков. На плане Евпатории 1916 года видно, что кладбище располагается на берегу солёного озера Сасык, граничит с еврейским и, через железную дорогу, православным кладбищами. Вблизи некрополя находилась городская бойня.
В декабре 1918 года «Известия караимского духовного правления» сообщали, что «местное караимское кладбище всегда поражало своим неблагоустройством. Особенно жалкий вид имело кладбище оттого, что в нём отсутствовала зелень, ибо кладбище не имеет колодца для поливки растительности». С этой целью по инициативе С. М. Туршу и габбая С. М. Ходжаша среди родственников убитых во время гражданской войны была собрана сумма для рытья на кладбище артезианского колодца.
В советское время несколько раз подвергалось разорению. Первая волна разрушения состоялась в 1935 году, когда кладбище ещё действовало. Особенно сильно пострадали юго-восточная и юго-западная части кладбища, остальные части пострадали меньше благодаря запрету прокурора Евпаторийского района. Разрушению надгробий и вывозу камня предшествовала объявленная Евпаторийским райфинотделом формальная перерегистрация памятников. Регистрация проводилась таким образом, что ни Управление коммунального хозяйства, ни лица, зарегистрировавшие памятники, не могли впоследствии проконтролировать их целостность и сохранность. С караимского кладбища планировалось изъять 500 кубометров камня, 70 кубометров мрамора и другие стройматериалы. Вывезенные надгробия использовались для замощения улиц, тротуаров и в качестве бордюрных камней, причём эпитафии предварительно не уничтожались. Следующие две волны разрушения последовали в 1947 и 1987 годах, склепы состоятельных караимов были вскрыты и разграблены, вывозился практически весь известняковый камень. В 1960-х годах плитами с кладбища сооружались фундаменты евпаторийского мясокомбината.
В 1985 году комиссия Евпаторийского горисполкома распорядилась передать Евпаторийскому краеведческому музею 15 надгробий, представляющих этнографический и архитектурно-художественный интерес. Этим же решением другие памятники из мрамора и лабрадорита передавались комбинату коммунальных предприятий для переработки на плитку и строительную крошку. Среди таких памятников оказался и ранее стоявший на могиле Таврического и Одесского караимского гахама С. М. Панпулова, вывезенный в Симферополь в Крымскую специализированную научно-реставрационную производственную мастерскую. На памятнике отсутствовала надгробная надпись, поэтому невозможно было определить кому он принадлежал. Благодаря ходатайствам караимских общественников С. И. Кушуль и И. А. Шайтана памятник гахама удалось идентифицировать и, с согласия Евпаторийского горисполкома, перевезти в Евпаторию.
В 1950-х годах кладбище продолжало функционировать. В 1953 году на нём был похоронен М. М. Кумыш-Кара, служивший старостой евпаторийской караимской общины во время оккупации (могила сохранилась). По данным на 1959 год сторожу кладбища караимским религиозным обществом Евпатории выплачивалась зарплата. С 1963 года кладбище закрыто для захоронений.

## Современное состояние
С советских времён пребывает в разрушенном состоянии. В 1995 году на территории комплекса евпаторийских кенасс создан лапидарий, в котором размещены несколько мраморных и старинных известняковых памятников с евпаторийского караимского кладбища, в том числе гахама С. М. Панпулова, благотворителя В. Б. Тонгура, поэта и педагога И. И. Казаса.
В 2017 году в ходе дорожных работ на ул. Красноармейской были обнаружены 4 фрагмента надгробных камней с караимского кладбища, использовавшиеся в качестве бордюров, перевезённые вскоре в лапидарий евпаторийских кенасс.
| - Общий вид лапидария во дворе евпаторийских кенасс. - Третий слева — памятник С. М. Панпулова. - Памятник И. И. Казаса. - Памятник В. Б. Тонгура. |

## Захоронения
На кладбище были похоронены видные караимские общественные и религиозные деятели: гахам С. М. Панпулов, педагог И. И. Казас, врачи С. А. Бобович (перезахоронен на караимском секторе гражданского кладбища) и Б. И. Казас, адвокат М. С. Луцкий, городские головы М. М. Ефет, М. А. Панпулов, благотворители И. Э. Бабаджан, Ш. Э. Бабаджан, Э. И. Бабаджан, В. Б. Тонгур, М. С. Сарач, Б. М. Шишман, М. И. Шишман, погибший участник Первой мировой войны Е. М. Культе, турецкий консул С. И. Ефетов и другие. Надгробия состоятельных караимов 2-й половины XIX — начала XX века изготовлялись из ценных пород камня: чёрного и белого мрамора, габбро, диабаза и пр. 99 % таких памятников на кладбище не сохранилось. Самое раннее сохранившееся надгробие датируется 2-й половиной XVIII века.